# Criotettix pallitarsis
Criotettix pallitarsis är en insektsart som först beskrevs av Walker, F. 1871.  Criotettix pallitarsis ingår i släktet Criotettix och familjen torngräshoppor. Inga underarter finns listade i Catalogue of Life.